# Linevo Cove
Die Linevo Cove (englisch; bulgarisch залив Линево saliw Linewo) ist eine 0,9 km breite und 0,56 km lange Bucht an der Südostküste von Smith Island im Archipel der Südlichen Shetlandinseln. Sie liegt nordöstlich des Kubadin Point sowie 6,6 km südwestlich des Kap Smith.
Bulgarische Wissenschaftler kartierten sie 2009. Die bulgarische Kommission für Antarktische Geographische Namen benannte sie 2015 nach der Ortschaft Dolno Linevo im Nordwesten Bulgariens.